# Marthe Lola Deutschmann
Marthe Lola Deutschmann (* 22. Dezember 1991 in Hamburg) ist eine deutsche Schauspielerin und Hörspielsprecherin.

## Leben
Marthe Lola Deutschmann ist die Tochter des Schauspielers Heikko Deutschmann und dessen damaliger Ehefrau, der Schauspielerin Heike Falkenberg, sowie die jüngere Schwester der Schauspielerin Klara Deutschmann.
Nach ihrem Abitur, das sie 2010 am Christianeum in Hamburg machte, zog sie zunächst nach Genf, bis sie 2011 am Max Reinhardt Seminar in Wien ihr Studium begann. Neben ihrem Studium spielte sie unter anderem bei den Wiener Festwochen, beim Encounter Festival Brünn sowie am Schlosstheater Schönbrunn.
Nachdem sie das Studium 2015 erfolgreich abgeschlossen hatte, erhielt sie ein Festengagement am Badischen Staatstheater in Karlsruhe, an dem sie bis 2018 in insgesamt 13 Produktionen mitwirkte, darunter unter der Regie von Csaba Polgár als Ophelia in Hamlet, in Afzals Tochter, Dantons Tod, Angriff auf die Freiheit, Stolpersteine Staatstheater, als Crissy im Musical Hair und in einer Uraufführung von Tilman Gersch als Olga in Faustrecht. Anschließend spielte sie im König der Möwen bei Kampnagel in Hamburg und im Alten Schauspielhaus in Stuttgart die Celia in Wie es euch gefällt. Seit der Spielzeit 2019/20 ist sie festes Ensemblemitglied am Landestheater Niederösterreich in St. Pölten.

## Filmografie
- 2015: SOKO Kitzbühel (TV-Serie, Episode Mülltaucher)
- 2015: Der Staatsanwalt (TV-Serie, Episode Mord und Lügen)
- 2015–2016: Die Neuerfindung der Welt
- 2016: Der Luther-Code (TV-Mini-Doku-Serie)
- 2016: In aller Freundschaft – Die jungen Ärzte (TV-Serie, Episode Verrat)
- 2017: Das Telefonat
- 2018: Lage der Nation

## Hörspiele
- 2016: Bov Bjerg: Auerhaus – Bearbeitung und Regie: Beate Andres
- 2018: Castle Freeman: Auf die sanfte Tour – Bearbeitung und Regie: Silke Hildebrandt